# Grevillea kenneallyi
Grevillea kenneallyi är en tvåhjärtbladig växtart som beskrevs av Mcgill.. Grevillea kenneallyi ingår i släktet Grevillea och familjen Proteaceae. Inga underarter finns listade i Catalogue of Life.